# Râul Pâclișa
Râul Pâclișa este un curs de apă, afluent al râului Mureș. 